# Denice Bourbon
Denice Bourbon (* 1976 in Finnland) ist eine queerfeministische Bühnenkünstlerin und Autorin, die in Wien lebt. Sie trat als Sängerin, Burlesque-Performerin, als Darstellerin in Inszenierungen der freien Wiener Theaterszene auf sowie überregional als Stand-up-Comedian. Die Sprache ihres künstlerischen Schaffens ist Englisch.

## Künstlerisches Schaffen
Unter ihrem Namen Denice Fredriksson trat sie ab 2006 als Sängerin mit „Bonanza Jellybean“ auf, „einer Band zwischen Country, finnischem Tango, traurigen Melodien und lustigen, lesbischen Texten“. Als Denice Bourbon war sie ab 2011 Frontsängerin der Wiener Electropunk-Frauenband „Me and Jane Doe“, mit der sie 2015 ein Album herausbrachte.
In den 2010er Jahren gehörte sie zu dem Queer-Künstlerinnen-Kollektiv Club Burlesque Brutal (später Club Grotesque Fatal), das ein „lustvolles Spiel mit den Geschlechterrollen“ inszenierte. Zusammen mit Denise Kottlett kuratierte sie 2015 das erste internationale queere Performancefestival Wiens Straight To Hell im Kosmos Theater.
Sie spielte 2016 in der von Yosi Wanunu inszenierten „post porn“-Version des Dramas Reigen von Arthur Schnitzler mit. Über die Aufführung im „Garage X Theater Petersplatz“ Wien schrieb die Tageszeitung Die Presse: „Munter multikulturell mischen sich Transen, Lesben, Schwule, Heteros, das Weibliche ist leicht dominant. […] Diese Truppe hat den Rhythmus drauf. Etwas herausragend: die Kunstfiguren Lucy McEvil, Denice Bourbon und Nora Safranek.“ Auch im Theaterkollektiv Nesterval war sie mehrmals Ensemblemitglied, so 2018/19 in einer Nebenrolle des Stücks Das Dorf nach einer Vorlage von Marie von Ebner-Eschenbachs Erzählung Krambambuli.
Anfang 2017 gründete sie gemeinsam mit Josef Jöchl das Stand-up-Bühne „PCCC“ (Politically Correct Comedy Club). PCCC findet regelmäßig im WUK in Wien, sowie auf anderen Bühnen im deutschsprachigen Raum statt. Als „politisch korrekt“ verstehen sie Comedy, die keine Witze auf Kosten von Minderheiten macht, zudem treten überwiegend FLINTA*-Personen auf. 2020 waren sie Gäste zum Thema „Grenzen des Humors“ in einer politischen Radioshow von Martin Zingsheim im Rahmen des Salzburger Stiers. Comedians wie Malarina oder Toxische Pommes hatten bei PCCC ihre ersten Auftritte.
Ab 2019 tourte sie zusammen mit Stefanie Sargnagel und Christiane Rösinger mit dem Comedy-Programm „Legends of Entertainment“ durch Österreich, Deutschland und die Schweiz. Sie traten unter anderem in Kampnagel in Hamburg, im Münchner Volkstheater, im Schauspielhaus Graz, im Theater Neumarkt Zürich und im Künstlerhaus Mousonturm in Frankfurt auf. Die Süddeutsche Zeitung schrieb über Bourbon: „Diese Mischung aus Selbstironie und kluger Kritik an der Gesellschaft zeichnet die Entertainerin aus, die ein Fixstern am queer-feministischen Stand-up-Comedy-Himmel Wiens ist.“ Die Show galt als hallenfüllender Erfolg der „drei Superstars der queer-lesbischen Szene“. Im Herbst 2021 präsentierte sie zusammen mit Gin Müller die Revue „Sodom Vienna“ über queeres Leben im „Roten Wien“ der 1920er Jahre, die im Theater Brut Wien Premiere hatte.
Bourbon veröffentlichte 2013 ihre Autobiographie mit dem Titel Cheers! Stories of a Fabulous Queer Femme in Action, die in der Wiener Zeitung und im Der Standard rezensiert wurde. Ina Freudenschuß nannte sie eine wichtige Darstellung der queeren Szene Wiens. Mit Anekdoten entstehe „das lebhafte Bild einer Szene, die als sexuelle Avantgarde die biologischen und sozialen Geschlechtergrenzen“ überschreite.

## Veröffentlichungen
- Cheers! Stories of a Fabulous Queer Femme in Action (Autobiografie, englisch), Zaglossus Verlag, Wien 2013, ISBN 978-3-902902-07-8
- Ungrab my heart, in: Sonja Eismann, Anna Mayrhauser (Hrsg.): Freie Stücke. Geschichten über Selbstbestimmung, Edition Nautilus, Hamburg 2019, ISBN 978-3-96054-185-1, S. 16–24

Album
- Me & Jane Doe, mit Lisa Wawrusch, Jasmin Maria Rilke und p.K.one, Vinyl und Digital Album, Kim Label, Graz 2015